# Joseph Leeson (4e comte de Milltown)
Joseph Leeson, 4e comte de Milltown (11 février 1799 - 31 janvier 1866) est un pair anglo-irlandais, titré vicomte Russborough de 1801 à 1807. 

## Biographie
Il est le fils de Joseph Leeson, décédé peu de temps après sa naissance, et Emily Douglas, troisième fille d'Archibald Douglas et de Mary Crosbie. En 1811, sa mère se remarie avec Valentine Lawless (2e baron Cloncurry), et a trois autres enfants, dont Edward Lawless, 3e baron Cloncurry. 
Il devient comte de Milltown en 1807 à la mort de son grand-père, Brice Leeson (3e comte de Milltown), et est nommé chevalier de l'Ordre de Saint-Patrick le 13 mars 1841. 
Il épouse Barbara Meredyth, fille de Joshua Colles Meredyth, 8e baronnet et Maria Nugent, et veuve d'Eyre Coote, 3e baron Castle Coote. Ils ont deux filles et trois fils, Joseph Leeson, 5e comte de Milltown, Edward Leeson (6e comte de Milltown) et Henry Leeson, 7e et dernier comte de Milltown. Le titre est maintenant en sommeil, car il y a encore une réclamation possible par le biais d'un fils cadet du 1er comte. 